# Пфрімм (річка)
Пфрімм — річка в Німеччині протікає по землі Рейнланд-Пфальц. Довжина річки — 42,7 км. Площа басейну річки становить 246 км². Є західною та лівою притокою Рейну в районі Доннерсберг, в окрузі Альцай-Вормс і в незалежному місті Вормс у землі Рейнланд-Пфальц (Німеччина).

## Географія
Пфрімм бере початок у північному Пфальці в південній частині округу Доннерсберг. Його походження, Pfrimmquelle, припадає приблизно на 299 рік м висоти на півночі природного парку Пфальц-Форест близько 3 км на південний схід від місцевої громади Зіпперсфельд у природному заповіднику Зіпперсфельдер Вайгер, який розкинувся з кількома ставками в лісовій глушині.
Пфрімм оточений горами Sperberhöhe (329,4 м) на сході та Salweidenkopf (353,5 м) на півдні та Шнепфберг (361,6 м) на південному заході. Вона була закладена у 1927 році базальтовим камінням. Лише через 300 м, Пфрімм перегороджена, щоб утворити Пфріммвайгер Воог, яка живиться з правого боку річкою, що піднімається безпосередньо на схід і також називається Пфрімм, тоді як перша ліва притока трохи більше на 100 м довжиною ставкової канави.